# Vieuvy
Vieuvy ist eine französische Gemeinde mit 110 Einwohnern (Stand: 1. Januar 2022) im Département Mayenne in der Region Pays de la Loire; sie gehört zum Arrondissement Mayenne und zum Kanton Gorron. 

## Geographie
Vieuvy liegt etwa 53 Kilometer nordnordwestlich des Stadtzentrums von Laval. Umgeben wird Vieuvy von den Nachbargemeinden Désertines im Westen und Norden, Saint-Aubin-Fosse-Louvain im Osten, Hercé im Südosten und Süden sowie Levaré im Südwesten.

## Bevölkerungsentwicklung
| Jahr                       | 1962 | 1968 | 1975 | 1982 | 1990 | 1999 | 2006 | 2019 |
| Einwohner                  | 267  | 218  | 183  | 178  | 138  | 115  | 120  | 108  |
| Quellen: Cassini und INSEE |      |      |      |      |      |      |      |      |

## Sehenswürdigkeiten
- Kirche Notre-Dame-de-la-Visitation

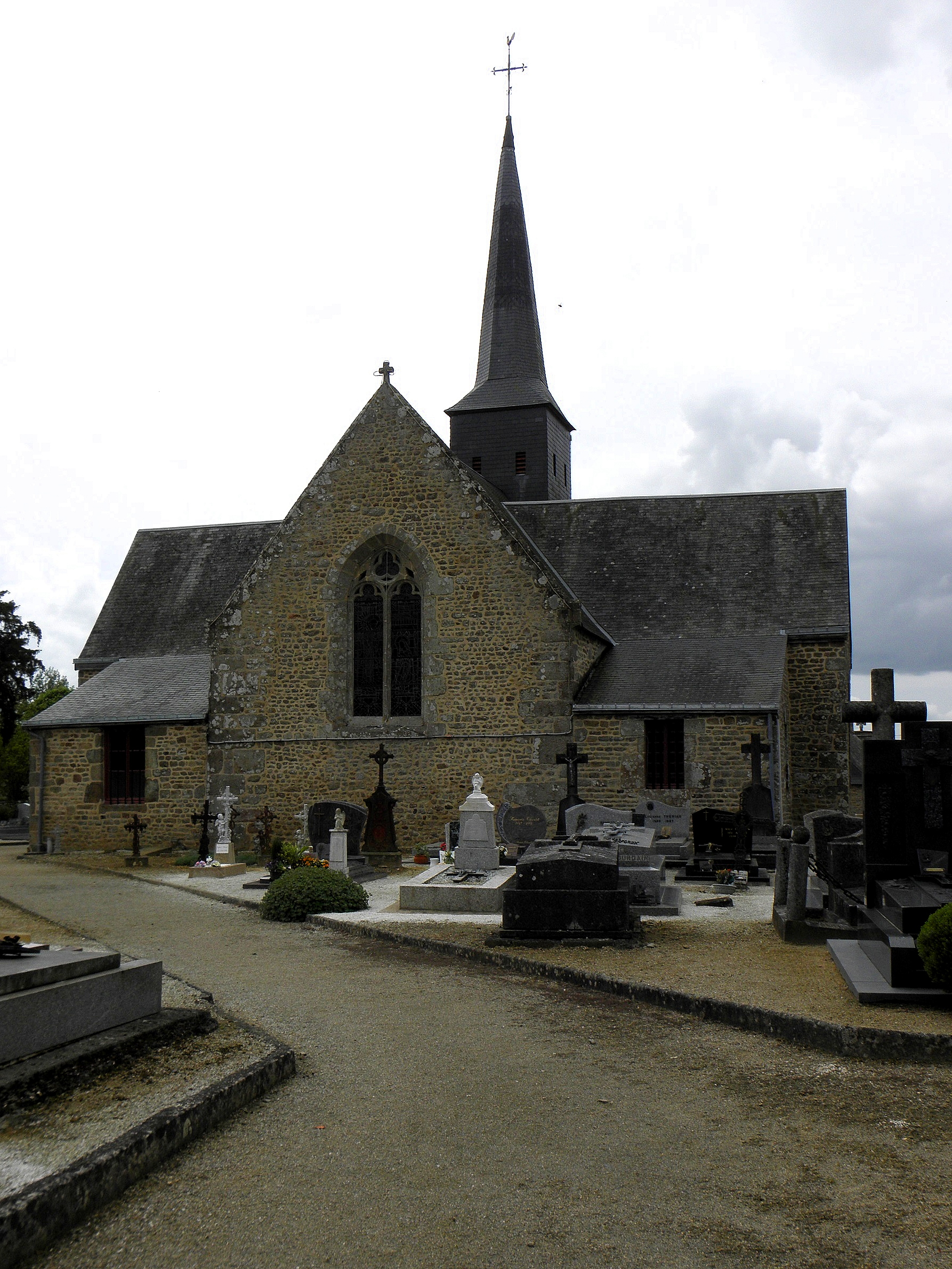
Kirche Notre-Dame-de-la-Visitation